# コスラーダ
コスラーダ（スペイン語: Coslada）は、スペイン・マドリード州のムニシピオ（基礎自治体）。マドリード大都市圏を形成する自治体の一つで、自治州内で最も人口密度が高い。

## 歴史
長い間、小領主や地主に治められてきたコスラーダは小さな農村であった。19世紀に入って独立した自治体となったが、1864年時点での人口は254人にすぎなかった。1875年には、村の目抜き通り沿いに6区画しかない小さな自治体であった。1960年代以降、マドリード＝バラハス空港に近接しているために人口が倍増した。主要航空会社が、コスラーダに支店や出張所を持つ。

## 政治
| 任期      | 首長名                                      | 政党              |
| --------- | ------------------------------------------- | ----------------- |
| 1979–1983 | Ángel Berrendero(79-82) Raúl Revilla(82-83) | 無所属者連合 PSOE |
| 1983–1987 | José Huélamo Sampedro                       | PSOE-IU           |
| 1987–1991 | José Huélamo Sampedro                       | PSOE-IU           |
| 1991–1995 | José Huélamo Sampedro                       | PSOE-IU           |
| 1995–1999 | José Huélamo Sampedro                       | PSOE-IU           |
| 1999–2003 | Juan Manuel Granados Rodríguez              | PSOE              |
| 2003–2007 | Raúl López Vaquero                          | PP                |
| 2007–2011 | Ángel Viveros Gutiérrez                     | PSOE              |
| 2011–2015 | Raúl López Vaquero                          | PP                |
| 2015–2019 | Ángel Viveros Gutiérrez                     | PSOE              |
| 2019–2023 | n/d                                         | n/d               |
| 2023–     | n/d                                         | n/d               |

## 人口
| コスラーダの人口推移 1900－2011                         |
|                                                         |
| 出典:INE（スペイン国立統計局）1900年 - 1991年、1996年 - |

## 交通
- 道路 - A2（ノルデステ高速道）、M40（マドリード・バイパス道）、M45（マドリード州道）
- 鉄道 - マドリード地下鉄メトロエステ線、バリオ・デル・プエルト駅、コスラーダ駅、ラ・ランブラ駅、オスピタル・デル・エナレス駅。セルカニアス マドリードC2線、C7線コスラーダ駅。

## 出身者
- ダニエル・パレホ(1989-) : サッカー選手。

## 姉妹都市
- サン・ホセ・デ・ラス・ラハス、キューバ
- オラデア、ルーマニア
- ネハパ、エルサルバドル
- イェニン、パレスチナ
- 西サハラ